# L'archipel
O L'archipel é um arranha-céu de escritórios em construção localizado no distrito comercial de La Défense, perto de Paris, França (precisamente em Nanterre). Prevista para a primavera de 2021, a torre terá 106 metros de altura.
Ele abrigará a sede global da empresa Vinci.